# بريد الرايخ
بريد الرايخ (أو رايشبوست) كان اسم الخدمة البريدية لألمانيا من 1866 إلى 1945.

## بريد الرايخ الألماني

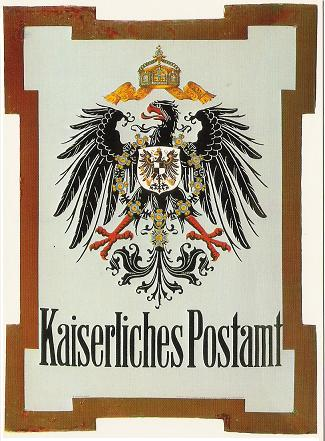
علامة Kaiserliches Postamt، حوالي عام 1900

بعد الحرب النمساوية البروسية عام 1866 وانهيار الاتحاد الألماني في سلام براغ، تم تأسيس اتحاد شمال ألمانيا، بتحريض من الوزير البروسي أوتو فون بسمارك. في الأصل تحالف عسكري، تطورت إلى اتحاد مع إصدار دستور ساري المفعول من 1 يوليو 1867. في أثناء الحرب، احتلت القوات البروسية مدينة فرانكفورت الحرة وملك بروسيا (أصبح لاحقًا إمبراطورًا ل ألمانيا) قد اشترت فلول منظمة Thurn-und-Taxis Post. وفقًا للمادة 48، خضعت المنطقة الفيدرالية لولايات شمال ألمانيا ، وهي في الواقع بروسيا الموسعة ، للسلطة البريدية الموحدة ، بقيادة المخرج هاينريش فون ستيفان .
مع توحيد ألمانيا بعد الحرب الفرنسية البروسية في الفترة ما بين 1870-1871، تأسس بريد الرايخ مدارًا من الدولة وأصبحت السلطة البريدية الرسمية للإمبراطورية الألمانية بما في ذلك مقاطعة الألزاس-لورين المرفقة. كان اسمها الرسمي Kaiserliche Post und Telegraphenverwaltung . حافظت ولايات جنوب ألمانيا الفيدرالية في بادن (حتى عام 1872) وفورتمبرغ (حتى عام 1902) وبافاريا على سلطات منفصلة لمناصب الدولة ، والتي تم دمجها مع ذلك في الإدارة الوطنية. في 1 يناير 1876 ، تم فصل Reichspostamt بقيادة Postmaster General von Stephan عن مستشارية Reism في مدينة Bismarck باعتبارها وكالة حكومية في حد ذاتها. في الحرب العالمية الأولى ، تم فرض ضريبة Reichsabgabe على حركة البريد من 1 أغسطس 1916 من أجل تمويل نفقات الحرب.